# Titularbistum Traiectum ad Mosam
Traiectum ad Mosam ist ein Titularbistum der römisch-katholischen Kirche.
Es geht zurück auf einen untergegangenen Bischofssitz in der Stadt Maastricht, die in der römischen Provinz Germania inferior bzw. in der Spätantike Germania secunda lag. Der Bischofssitz gehörte der Kirchenprovinz Colonia Claudia Ara Agrippinensium an.
| Titularbischöfe von Traiectum ad Mosam |                                 |                                                          |                   |                    |
| Nr.                                    | Name                            | Amt                                                      | von               | bis                |
| 1                                      | Petrus Joannes Antonius Moors   | emeritierter Bischof von Roermond (Niederlande)          | 29. Dezember 1970 | 16. September 1980 |
| 2                                      | Joannes Baptist Matthijs Gijsen | emerit. Bischof von Roermond (Niederlande)               | 3. April 1993     | 24. Mai 1996       |
| 3                                      | Marco Pérez Caicedo             | Weihbischof in Guayaquil (Ecuador)                       | 10. Juni 2006     | 10. Februar 2012   |
| 4                                      | Waldemar Stanisław Sommertag    | Titularerzbischof pro hac vice und Apostolischer Nuntius | 15. Februar 2018  |                    |